# Pteromylaeus meridonalis
Espèce
Pteromylaeus meridonalis est une espèce éteinte de raies du genre Pteromylaeus de la famille des Myliobatidae.

## Description
Ces restes fossilisés sont présents dans les faluns de Bretagne. On retrouve les dents. Cette espèce ressemble à l’Aigle de mer actuel (Myliobatis aquila).

## Sources
- Fossiles, revue, n°30, 2017. Les fossiles oligocènes-miocènes des environs de Rennes.